# Фарсман VI
Фарсман VI (*ფარსმან, д/н — 570) — цар Кавказької Іберії 561—570 роках.

## Життєпис
Походив з династії Хосровідів. Онук царя Бакура II, ім'я батька невідоме. Посів трон після свого стрийка Фарсмана V. Період панування суперечливий. За більшість грузинських хронік панував 13 років. Тому можливо 542 року став співцарем, а реальну владу здобув 561 року. За іншою версією, міг позначатися спочатку як молодший представник царського дому (сам цар у цей час у перських і деяких грузинських листах значився як голова царського дому).
Панування Фарсман VI було мирним, оскільки він вчасно сплачував данину персам, не повставав проти влади Сасанідів. Більше опікувався розбудовою православної церкви Іберії та зведенням церков й монастирів. Внаслідок цього вплив царя в державі зменшився настільки, що низка дослідників вважають, що сам царський титул скасували.
Йому спадкував син Бакур III.